# Bateria redox de vanadi

Disseny esquemàtic d'un sistema de bateria de flux redox de vanadi

La bateria redox de vanadi (VRB), també coneguda com a bateria de flux de vanadi (VFB) o bateria de flux redox de vanadi (VRFB), és un tipus de bateria de flux recarregable que utilitza ions de vanadi com a portadors de càrrega. La bateria utilitza la capacitat del vanadi d'existir en una solució en quatre estats d'oxidació diferents per fer una bateria amb un sol element electroactiu en lloc de dos.
Per diverses raons, inclosa la seva relativa mida, les bateries de vanadi s'utilitzen normalment per a l'emmagatzematge d'energia a la xarxa, és a dir, connectades a centrals elèctriques/xarxes elèctriques.

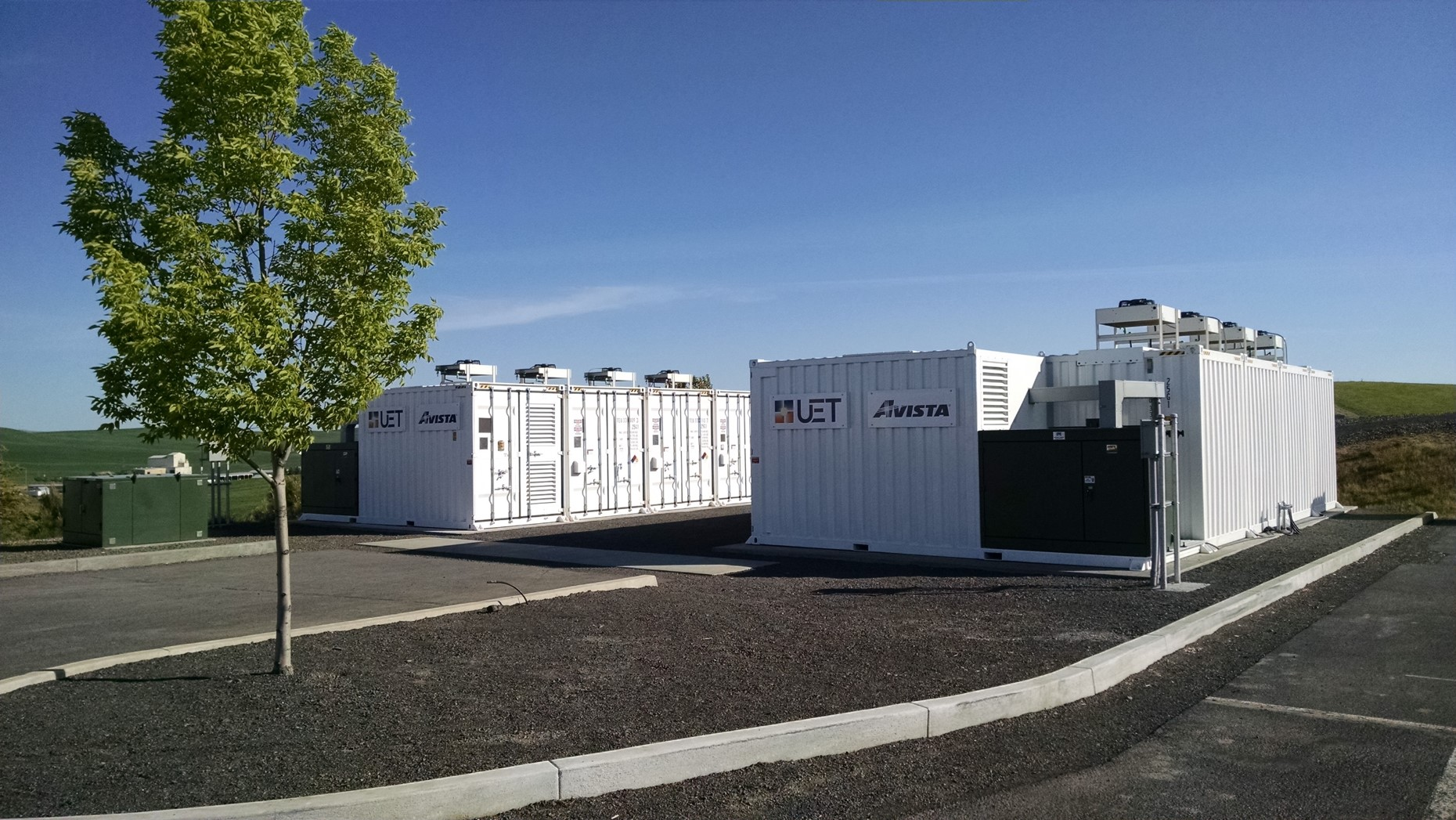
Bateria de flux de vanadi en contenidors d'1 MW i 4 MWh propietat d'Avista Utilities i fabricada per UniEnergy Technologies

Nombroses empreses i organitzacions participen en el finançament i el desenvolupament de bateries redox de vanadi.

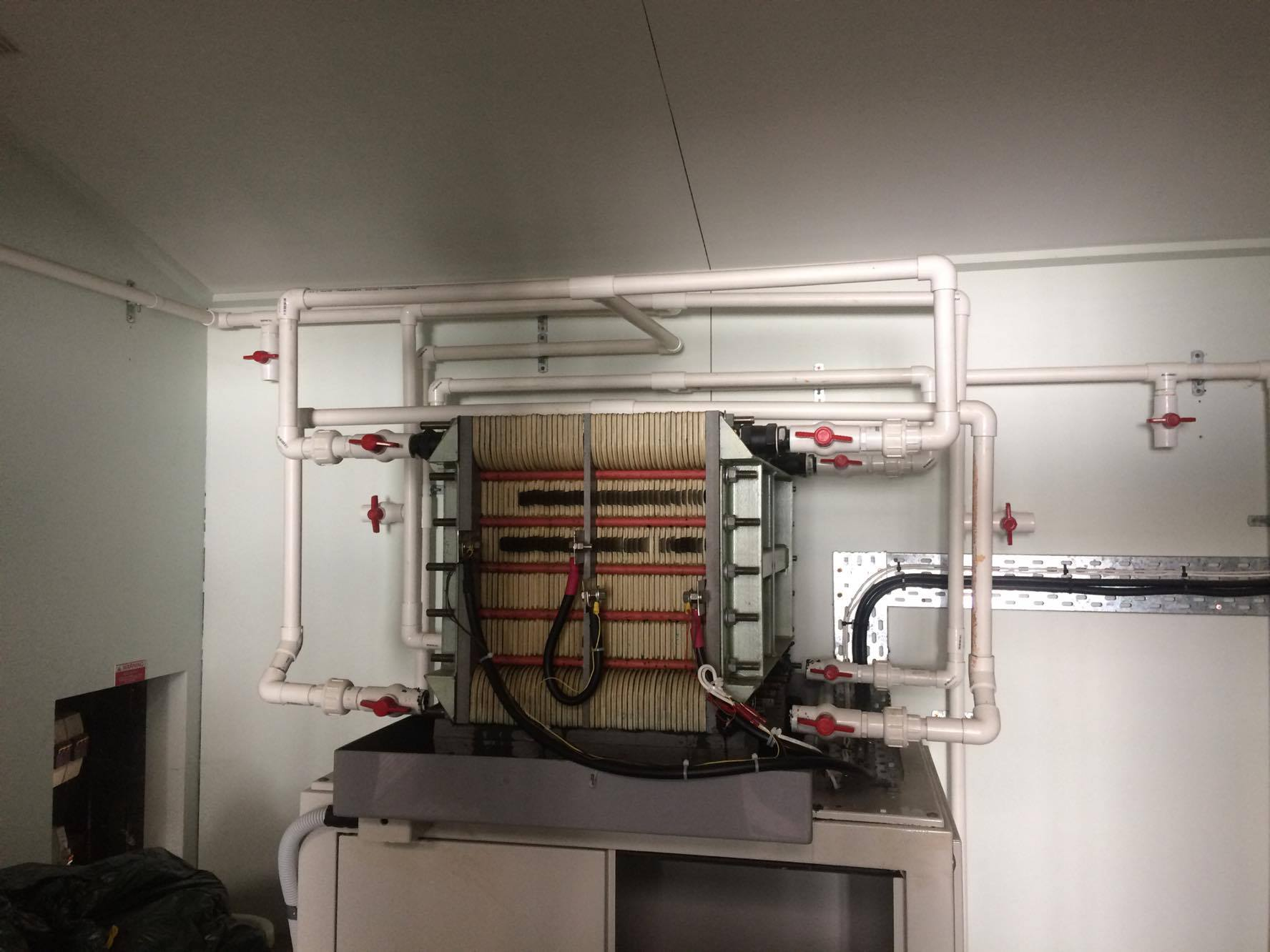
Una bateria de flux redox de vanadi situada a la Universitat de Nova Gal·les del Sud, Sydney, Austràlia

## Història
Pissoort va esmentar la possibilitat dels VRFB a la dècada del 1930. Investigadors de la NASA i Pellegri i Spaziante van seguir l'exemple a la dècada del 1970,  però cap dels dos va tenir èxit. Maria Skyllas-Kazacos va presentar la primera demostració reeixida d'una bateria de flux redox totalment de vanadi que utilitzava vanadi dissolt en una solució d'àcid sulfúric a la dècada del 1980. El seu disseny utilitzava electròlits d'àcid sulfúric i va ser patentat per la Universitat de Nova Gal·les del Sud a Austràlia el 1986.
Un dels avenços importants aconseguits per Skyllas-Kazacos i els seus col·laboradors va ser el desenvolupament de diversos processos per produir electròlits de vanadi de concentració superior a 1,5 M utilitzant el pentòxid de vanadi, de menor cost però insoluble, com a material de partida. Aquests processos implicaven dissolució química i electroquímica i van ser patentats per la Universitat de Nova Gal·les del Sud el 1989. Durant la dècada del 1990, el grup de la UNSW va dur a terme una extensa investigació sobre la selecció de membranes, l'activació de feltres de grafit, la fabricació d'elèctrodes bipolars de plàstic, la caracterització i optimització d'electròlits, així com la modelització i la simulació. Diversos 1-5 Es van muntar i provar prototips de bateries VFB de kW en una casa solar a Tailàndia i en un carret de golf elèctric a la UNSW.
Les patents i la tecnologia de la bateria de flux redox totalment de vanadi de la UNSW van ser llicenciades a Mitsubishi Chemical Corporation i Kashima-Kita Electric Power Corporation a mitjans dels anys noranta i posteriorment adquirides per Sumitomo Electric Industries, on es van dur a terme proves de camp exhaustives en una àmplia gamma d'aplicacions a finals dels anys noranta i principis dels anys 2000.
Per tal d'ampliar l'interval de temperatura de funcionament de la bateria i evitar la precipitació de vanadi a l'electròlit a temperatures superiors a 40 ° C en el cas de V(V), o inferiors a 10 ° C en el cas de la solució de mitja cel·la negativa, Skyllas-Kazacos i els seus col·laboradors van provar centenars d'additius orgànics i inorgànics com a possibles inhibidors de la precipitació. Van descobrir que els compostos inorgànics de fosfat i amoni eren eficaços per inhibir la precipitació de solucions de vanadi 2 M tant a la semicel·la negativa com a la positiva a temperatures de 5 i 45 °C. °C respectivament i es va seleccionar el fosfat d'amoni com l'agent estabilitzador més eficaç. Es van utilitzar additius d'amoni i fosfat per preparar i provar un electròlit de vanadi 3 M en una cel·la de flux amb excel·lents resultats.

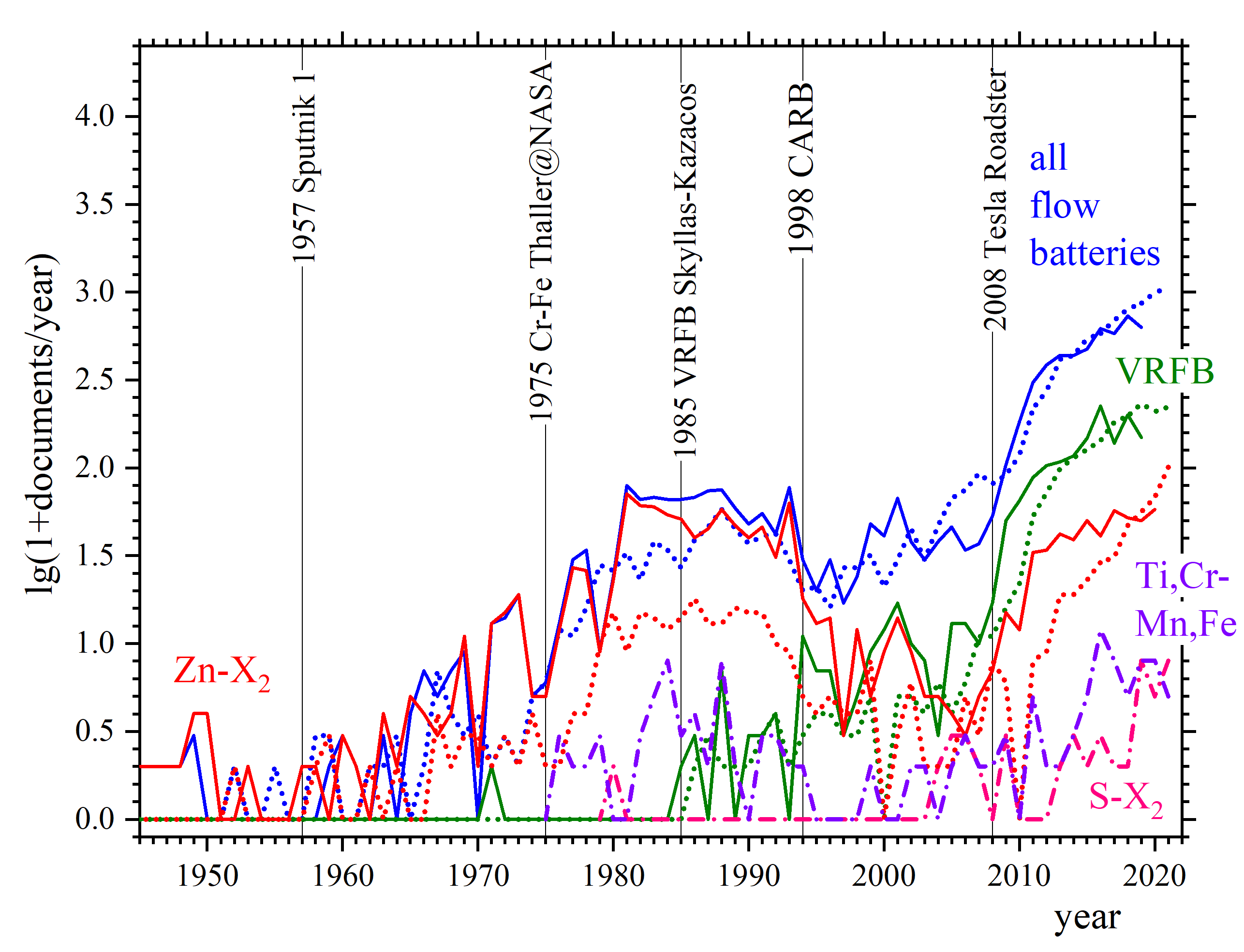
Nombre de famílies de patents i publicacions no patentades sobre diversos tipus de productes químics de bateries de flux per any.

## Atributs
- La capacitat energètica i la capacitat de potència estan desacoblades i es poden escalar per separat
- La capacitat energètica s'obté de l'emmagatzematge d'electròlits líquids en lloc de la mateixa cèl·lula
- la capacitat d'energia es pot augmentar afegint més cel·les
- pot romandre descarregat indefinidament sense danys
- La barreja d'electròlits no causa danys permanents
- un estat de càrrega únic a través dels electròlits evita la degradació de la capacitat
- electròlit aquós segur i no inflamable
- sense soroll ni emissions
- ampli interval de temperatures de funcionament, inclosa la refrigeració passiva[17]
- llargues vides de cicle de càrrega/descàrrega: 15.000-20.000 cicles i 10-20 anys.
- cost anivellat baix: (unes poques desenes de cèntims), aproximant-se a l'objectiu de 0,05 dòlars del 2016 establert pel Departament d'Energia dels Estats Units i l'objectiu de 0,05 euros del Pla Estratègic de Tecnologia Energètica de la Comissió Europea.[18]

Principals desavantatges dels VRFB en comparació amb altres tipus de bateries:
- preus alts i volàtils dels minerals de vanadi (és a dir, el cost de l'energia VRFB)
- eficiència d'anada i tornada relativament baixa (en comparació amb les bateries de ions de liti )
- pes elevat d'electròlit aquós
- relació energia-volum relativament baixa en comparació amb les bateries d'emmagatzematge estàndard
- tenir peces mòbils a les bombes que produeixen el flux de solució electrolítica
- toxicitat dels compostos de vanadi (V).

## Disseny

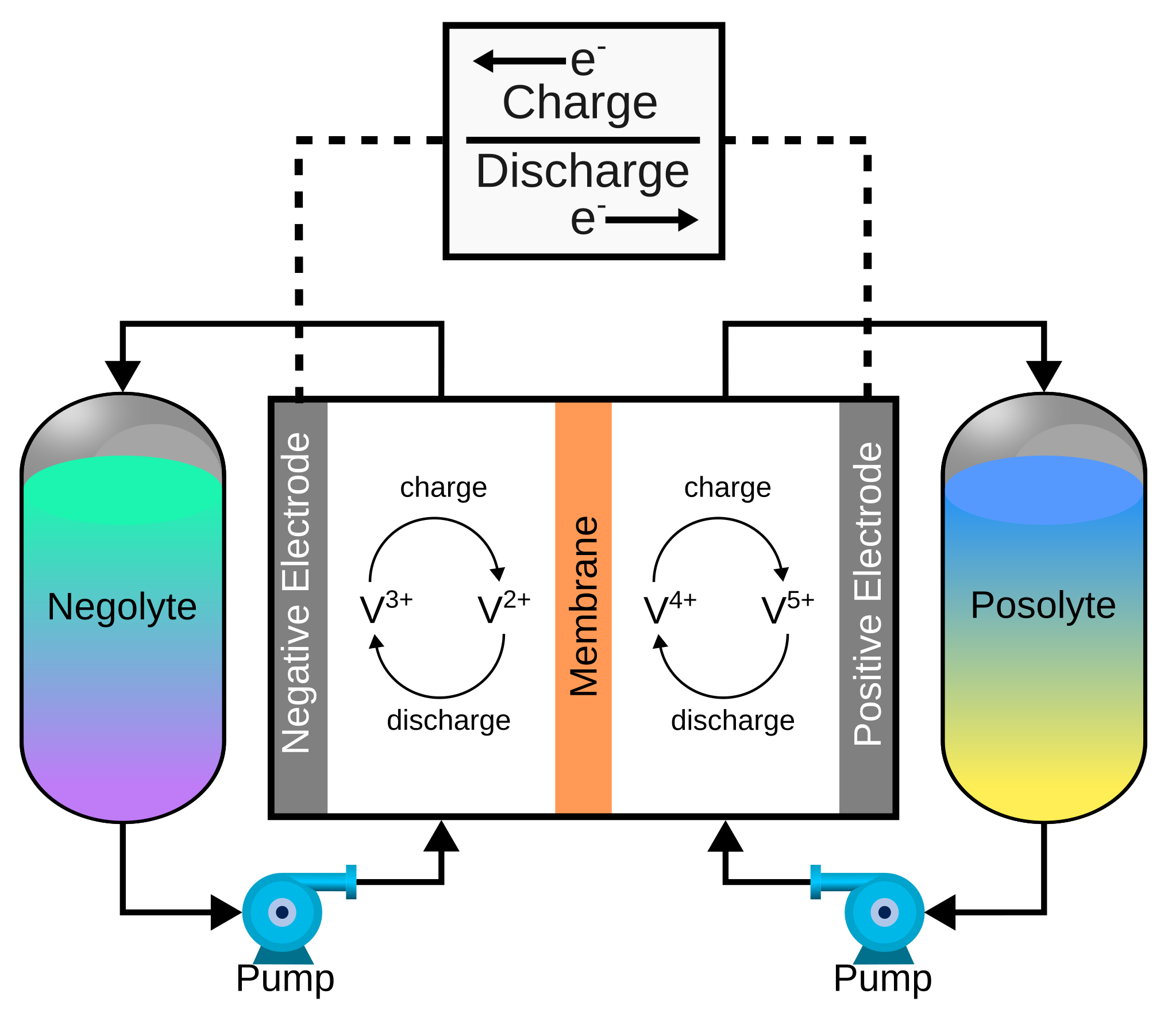
Esquema d'una bateria de flux redox de vanadi.

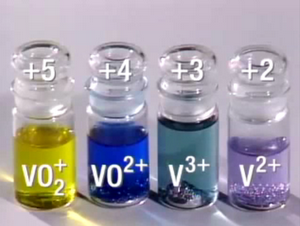
Solucions de sulfats de vanadi en quatre estats d'oxidació diferents del vanadi.

### Elèctrode
Els elèctrodes d'una cel·la VRB són a base de carboni. S'han descrit diversos tipus d'elèctrodes de carboni utilitzats en cel·les VRB, com ara feltre de carboni, paper de carboni, tela de carboni i feltre de grafit. Els materials basats en carboni tenen els avantatges de ser de baix cost, baixa resistivitat i bona estabilitat. Entre ells, el feltre de carboni i el feltre de grafit són els preferits per les seves estructures de xarxa tridimensionals millorades i les seves superfícies específiques més elevades, així com per la seva bona conductivitat i estabilitat química i electroquímica.
L'elèctrode immaculat a base de carboni presenta hidrofobicitat i activitat catalítica limitada quan interactua amb espècies de vanadi. Per millorar el seu rendiment catalític i la seva humectabilitat, s'han emprat diversos mètodes, com ara el tractament tèrmic, el tractament amb àcids, la modificació electroquímica i la incorporació de catalitzadors. El feltre de carboni es produeix normalment pirolitzant fibres de poliacrilonitril (PAN) o raió a aproximadament 1500 °C i 1400 °C, respectivament. El feltre de grafit, en canvi, se sotmet a piròlisi a una temperatura més alta, d'uns 2400 °C. Per activar tèrmicament els elèctrodes de feltre, el material s'escalfa a 400 °C en una atmosfera que conté aire o oxigen. Aquest procés augmenta significativament la superfície del feltre, millorant-la per un factor de 10. L'activitat envers les espècies de vanadi s'atribueix a l'augment dels grups funcionals d'oxigen com el grup carbonil (C=O) i el grup carboxil (CO) després del tractament tèrmic a l'aire. Moltes altres modificacions superficials han mostrat una millora en l'activitat, com ara l'òxid de grafè i la polianilina. Actualment no hi ha consens pel que fa als grups funcionals específics i als mecanismes de reacció que dicten la interacció de les espècies de vanadi a la superfície de l'elèctrode. S'ha proposat que la reacció V(II)/V(III) segueix un mecanisme d'esfera interna, mentre que la reacció V(IV)/V(V) tendeix a procedir a través d'un mecanisme d'esfera externa.

### Electròlit

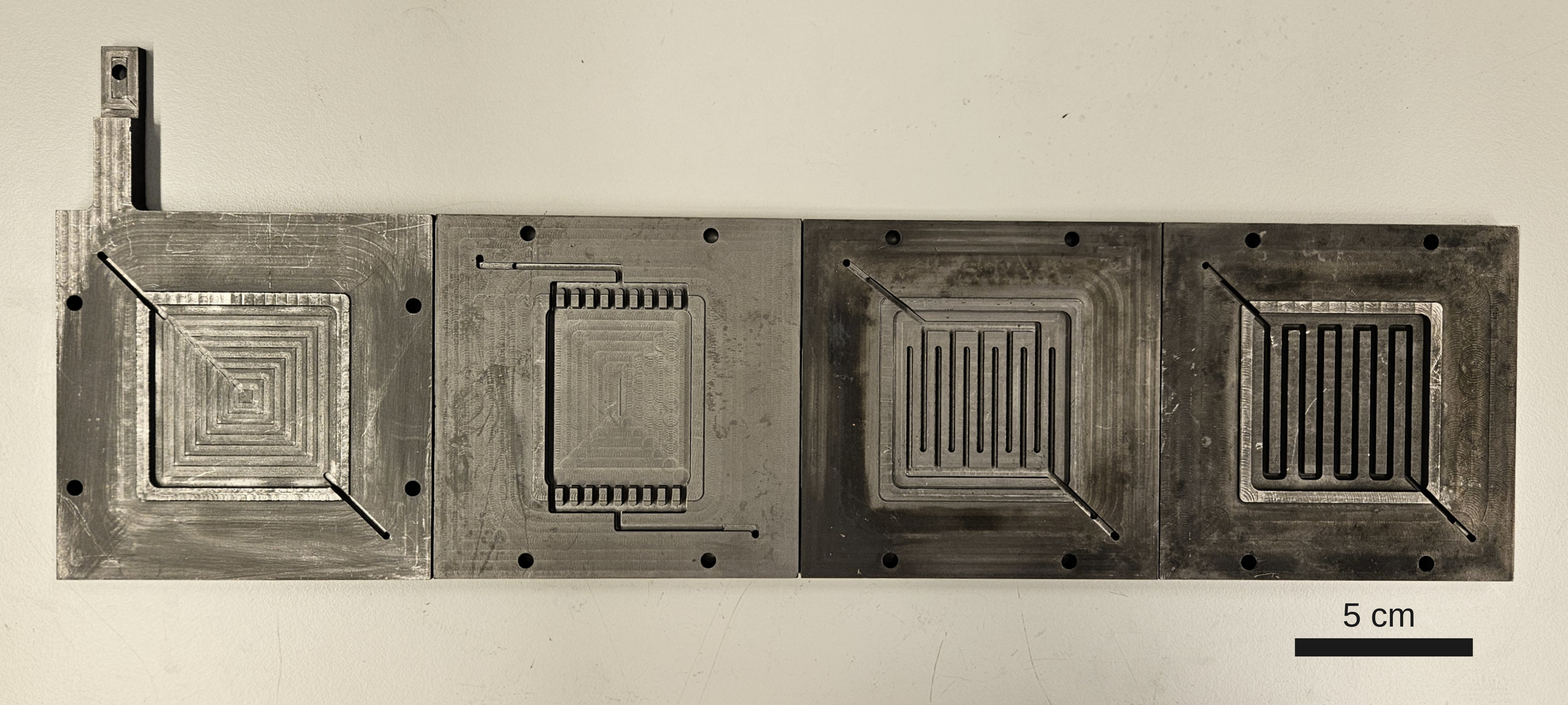
En les bateries de flux de vanadi s'utilitzen diferents tipus de camps de flux de grafit. D'esquerra a dreta: canals rectangulars, canals rectangulars amb distribuïdor de flux, camp de flux interdigitat i camp de flux serpentí.

Tots dos electròlits són a base de vanadi. L'electròlit de les semicel·les positives conté ions VO+2 iVO2+, mentre que l'electròlit de les semicel·les negatives consisteix enV3+ iV2+Ions. Els electròlits es poden preparar mitjançant diversos processos, incloent-hi la dissolució electrolítica de pentòxid de vanadi (V₂O₅) en àcid sulfúric (H₂SO₄). La solució és fortament àcida en ús.

### Membrana
La membrana ha de permetre que els protons es creuin mentre manté separats els electrons i altres ions. Això crea separació de càrrega i, per tant, voltatge. El material de membrana més comú és l'àcid sulfònic perfluorat (PFSA o Nafion). Tanmateix, els ions de vanadi poden penetrar una membrana de PFSA, un fenomen conegut com a cross-over, reduint la capacitat energètica de la bateria. Un estudi del 2021 va trobar que la penetració es redueix amb làmines híbrides fetes fent créixer nanopartícules de triòxid de tungstè a la superfície de làmines d'òxid de grafè d'una sola capa. Aquestes làmines híbrides s'incrusten en una membrana de PFSA amb estructura de sandvitx reforçada amb politetrafluoroetilè (tefló). Les nanopartícules també promouen el transport de protons, oferint una alta eficiència coulombica i una eficiència energètica de més del 98,1% i el 88,9%, respectivament.

### Camp de flux
Les pèrdues resistives identificades per la corba de polarització es poden atribuir a tres àrees principals: pèrdua d'activació, pèrdua òhmica i pèrdua de transport de massa. La pèrdua d'activació sorgeix de la lenta cinètica de transferència de càrrega entre la superfície de l'elèctrode i l'electròlit. Les pèrdues òhmiques provenen de la resistència òhmica de l'electròlit, l'elèctrode, la membrana i el col·lector de corrent. Les pèrdues òhmiques es poden reduir mitjançant un millor disseny de cel·les, com ara un disseny de cel·les sense buit i una reducció del gruix de la membrana. Les pèrdues per transport de massa es deuen a la manca d'espècies actives de vanadi que es transporten a la superfície de l'elèctrode. El disseny del camp de flux que promou el transport de massa convectiu és crucial per reduir les pèrdues per transport de massa. Els dissenys de camps de flux serpentejants i interdigitats es van produir mecanitzant una placa bipolar adjacent a l'elèctrode porós. L'elèctrode de feltre també es pot tallar per crear un canal de flux d'electròlits. S'ha demostrat que tant els camps de flux serpentejants com els interdigitats milloren el transport de massa, cosa que redueix la polarització del transport de massa i, per tant, augmenta la densitat de corrent limitant i la densitat de potència màxima. De vegades es col·loquen dispensadors de flux a la cel·la per distribuir el flux i reduir els dolls. El camp de flux també ha d'estar dissenyat per proporcionar una distribució uniforme de l'electròlit per evitar zones mortes a la cel·la i reduir la caiguda de pressió a través de la pila de cel·les.

### Operació

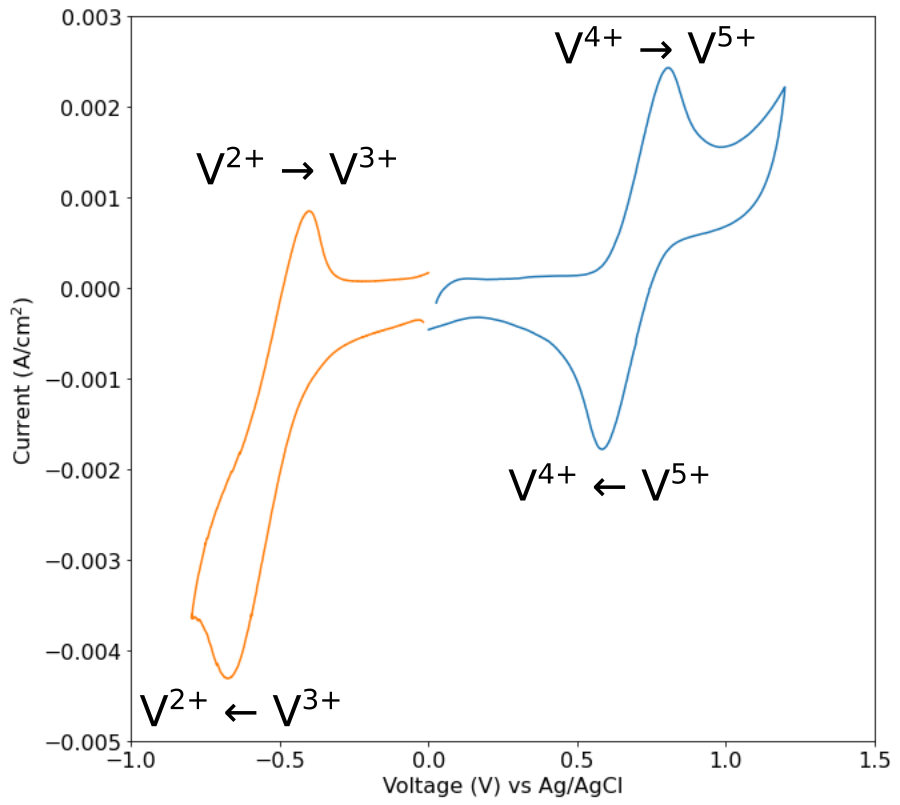
Voltamperograma cíclic d'una solució de vanadi (IV) en una solució d'àcid sulfúric

La reacció utilitza les semireaccions:
VO+2 + 2H+ + e−  →  VO2+ + H2O (E° = +1.00 V)
V3+ + e−  →  V2+ (E° = −0.26 V)
Altres propietats útils de les bateries de flux de vanadi són la seva resposta ràpida a les càrregues canviants i la seva capacitat de sobrecàrrega. Poden aconseguir un temps de resposta de menys de mig mil·lisegon per a un canvi de càrrega del 100% i permetre sobrecàrregues de fins a un 400% durant 10 segons. El temps de resposta està limitat principalment per l'equip elèctric. A menys que estiguin dissenyades específicament per a climes més freds o més càlids, la majoria de bateries de vanadi basades en àcid sulfúric funcionen entre aproximadament 10 i 40 °C. Per sota d'aquest interval de temperatura, l'àcid sulfúric infós amb ions cristal·litza. L'eficiència d'anada i tornada en aplicacions pràctiques és d'un 70–80%.
El disseny original de VRFB de Skyllas-Kazacos emprava sulfat (afegit com a sulfat(s) de vanadi i àcid sulfúric) com a únic anió en les solucions de VRFB, cosa que limitava la concentració màxima de vanadi a 1,7 M d'ions de vanadi.  A la dècada del 1990, Skyllas-Kazacos va descobrir l'ús de fosfat d'amoni i altres compostos inorgànics com a inhibidors de la precipitació per estabilitzar solucions de vanadi 2 M en un interval de temperatures de 5 a 45 ° C, i la UNSW va presentar una patent d'agent estabilitzador el 1993. Tanmateix, aquest descobriment va ser en gran part ignorat i, al voltant del 2010, un equip del Laboratori Nacional del Pacífic Nord-oest va proposar un electròlit mixt de sulfat i clorur, que permetia l'ús en solucions de VRFB amb una concentració de vanadi de 2,5 M en un interval de temperatura complet entre -20 i +50. °C. Basant-se en el potencial d'equilibri estàndard de la parella V5+/V4+ s'espera que oxidi el clorur, i per aquest motiu es van evitar les solucions de clorur en estudis anteriors de VRFB. La sorprenent estabilitat oxidativa (encara que només a l'estat de càrrega inferior a aproximadament el 80%) de les solucions de V 5+ en presència de clorur es va explicar sobre la base dels coeficients d'activitat. Molts investigadors expliquen l'augment de l'estabilitat de V(V) a temperatures elevades per la major concentració de protons en l'electròlit d'àcid mixt que desplaça l'equilibri de precipitació tèrmica de V(V) allunyant -lo de V2O5. No obstant això, a causa de l'alta pressió de vapor de les solucions d'HCl i la possibilitat de generació de clor durant la càrrega, aquests electròlits mixtos no s'han adoptat àmpliament.
Una altra variació és l'ús de sals de bromur de vanadi. Com que el potencial redox del parell Br2/2Br− és més negatiu que el de V5+/V4+, l'elèctrode positiu funciona mitjançant el procés del brom. No obstant això, a causa dels problemes de volatilitat i corrosivitat del Br2, no van guanyar gaire popularitat (vegeu la bateria de zinc-brom per a un problema similar). També s'ha proposat una bateria de flux de vanadi/ceri.

## Energia específica i densitat d'energia
Els VRB aconsegueixen una energia específica d'uns 20 Wh/kg (72 kJ/kg) d'electròlit. Els inhibidors de la precipitació poden augmentar la densitat fins a uns 35 Wh/kg (126 kJ/kg), amb densitats més altes possibles controlant la temperatura de l'electròlit. L'energia específica és baixa en comparació amb altres tipus de bateries recarregables (per exemple, de plom-àcid, 30-40 Wh/kg (108–144 kJ/kg); i ions de liti, 80–200 Wh/kg (288–720 kJ/kg)).

## Aplicacions
La gran capacitat potencial dels VRFB pot ser la més adequada per amortir la producció irregular dels sistemes eòlics i solars a gran escala.
La seva autodescàrrega reduïda els fa potencialment apropiats en aplicacions que requereixen emmagatzematge d'energia a llarg termini amb poc manteniment, com ara en equips militars, com ara els components sensors del sistema de mines GATOR.
Presenten temps de resposta ràpids, ideals per a aplicacions de sistemes d'alimentació ininterrompuda (SAI), on poden substituir bateries de plom-àcid o generadors dièsel. Un temps de resposta ràpid també és beneficiós per a la regulació de freqüència. Aquestes capacitats fan que els VRFB siguin una solució "tot en un" eficaç per a microxarxes, regulació de freqüència i canvi de càrrega.

## Desenvolupament
Entre les empreses que financen o desenvolupen bateries redox de vanadi hi ha Sumitomo Electric Industries, CellCube (Enerox), UniEnergy Technologies, StorEn Technologies a Austràlia, Largo Energy i Ashlawn Energy als Estats Units; H2 a Gyeryong-si, Corea del Sud; Renewable Energy Dynamics Technology, Invinity Energy Systems al Regne Unit, VoltStorage i Schmalz a Europa; Prudent Energy a la Xina; Australian Vanadium, CellCube i North Harbour Clean Energy a Austràlia; Yadlamalka Energy Trust i Invinity Energy Systems a Austràlia; EverFlow Energy JV SABIC SCHMID Group a l'Aràbia Saudita i Bushveld Minerals a Sud-àfrica.